# Fòrum per a la Democràcia
El Fòrum per a la Democràcia (en neerlandès, Forum voor Democratie, FvD) és un partit polític neerlandès d'ideologia conservadora, populista de dretes, i euroescèptic fundat el setembre de 2016.
En el moment de la seva fundació, el FVD era considerat un moviment liberal conservador i euroescèptic posicionat a la dreta de l'espectre polític, però després de la separació de diversos membres fundadors del partit, s'ha considerat que les seves polítiques i missatges s'han anat radicalitzant cap a l'extrema dreta.

## Història
El partit es va fundar inicialment com un laboratori d'idees euroescèptic i partidari de la democràcia directa, i va ser un dels impulsors del referèndum neerlandès sobre l'acord d'associació entre Ucraïna i la Unió Europea de 2016. El setembre de 2016 es va constituir en partit polític per a poder presentar-se a les eleccions legislatives neerlandeses de 2017. El cap de llista fou Thierry Baudet, i amb el suport de l'anomenada dreta alternativa, el partit va aconseguir l'1,8% dels vots i dos escons a la Cambra de Representants.

## Ideologia
S'ha situat el partit tant a la dreta política com a l'extrema dreta. Cas Mudde el considera un partit de dreta radical populista.

## Resultats electorals

### Cambra de Representants
| Any  | Líder          | Vots    | %          | Escons  | +/– | Govern   |
| ---- | -------------- | ------- | ---------- | ------- | --- | -------- |
| 2017 | Thierry Baudet | 187,162 | 1.8 (#13)  | 2 / 150 | Nou | Oposició |
| 2021 | Thierry Baudet | 521,102 | 5.0 (#8)   | 8 / 150 | 6   | Oposició |
| 2023 | Thierry Baudet | 230,058 | 2.22 (#11) | 3 / 150 | 5   | TDB      |

### Senat
| Any  | Vots   | %          | Escons  | +/– | Govern   |
| ---- | ------ | ---------- | ------- | --- | -------- |
| 2019 | 27,473 | 15.87 (#1) | 12 / 75 | Nou | Oposició |
| 2023 | 4,866  | 2.72 (#12) | 2 / 75  | 10  | Oposició |

### Parlament Europeu
| Any  | Votes   | %          | Escons | +/– | Notes                |
| ---- | ------- | ---------- | ------ | --- | -------------------- |
| 2019 | 602,507 | 10.96 (#4) | 3 / 26 | Nou |                      |
| 2019 | 602,507 | 10.96 (#4) | 4 / 29 | 1   | [ 12 ] [ 13 ] [ 14 ] |
| 2024 | 155,061 | 2.49       | 0 / 31 | 4   |                      |